# إنديانابوليس 500 سنة 1972
سباق إنديانا بوليس -500 ميل 1972 أقيم في حلبة إنديانابوليس موتور سبيدواي في 27 مايو 1972 وفاز في السباق مارك دونو هيو من فريق فريق بنسك بمتوسط سرعة 162.962 ميل/س (262.262 كم/س).
وكان أول المنطلقين بوبي أنسر بسرعة 195.940 ميل/س (315.335 كم/س).

## معرض صور

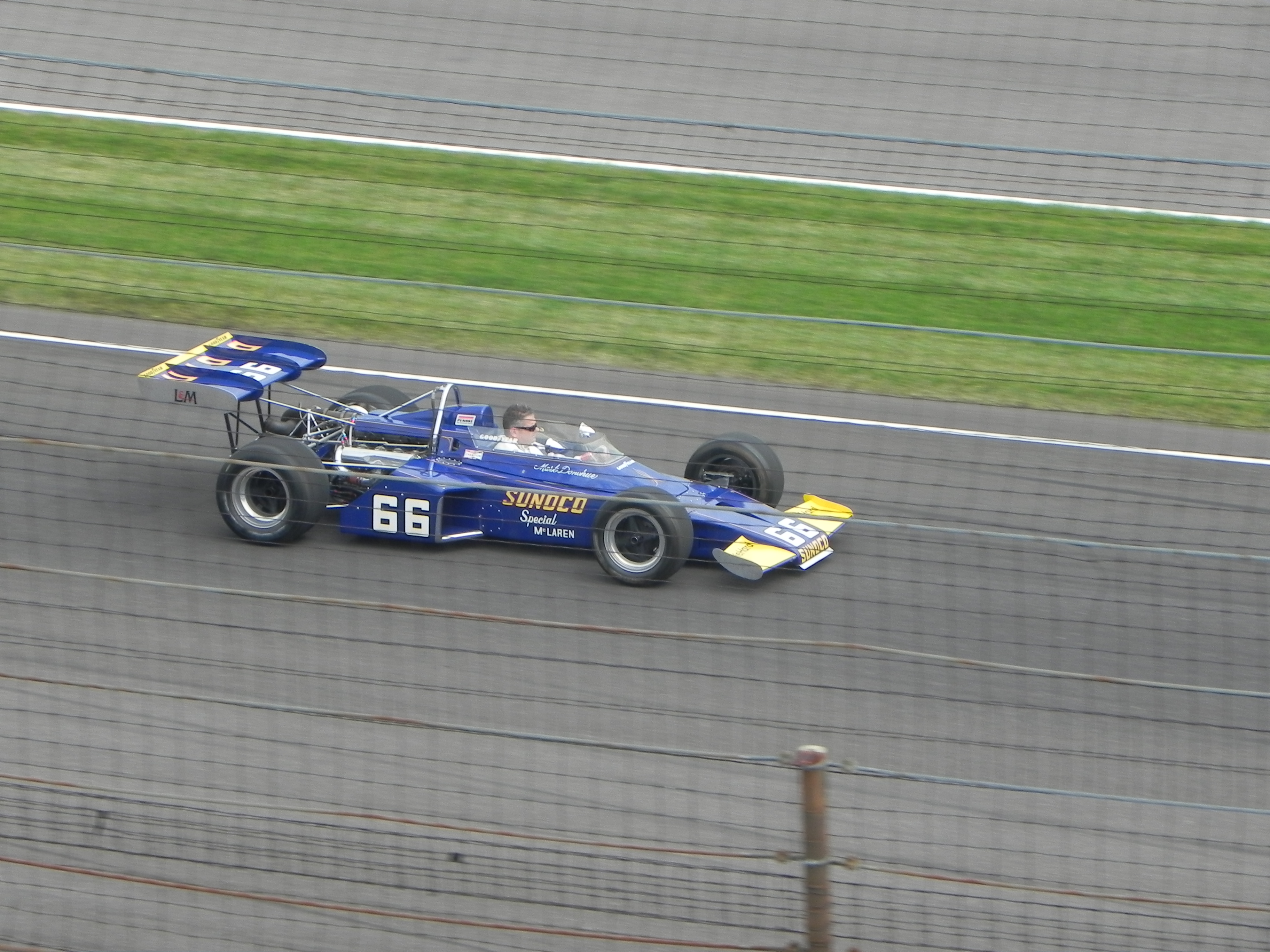
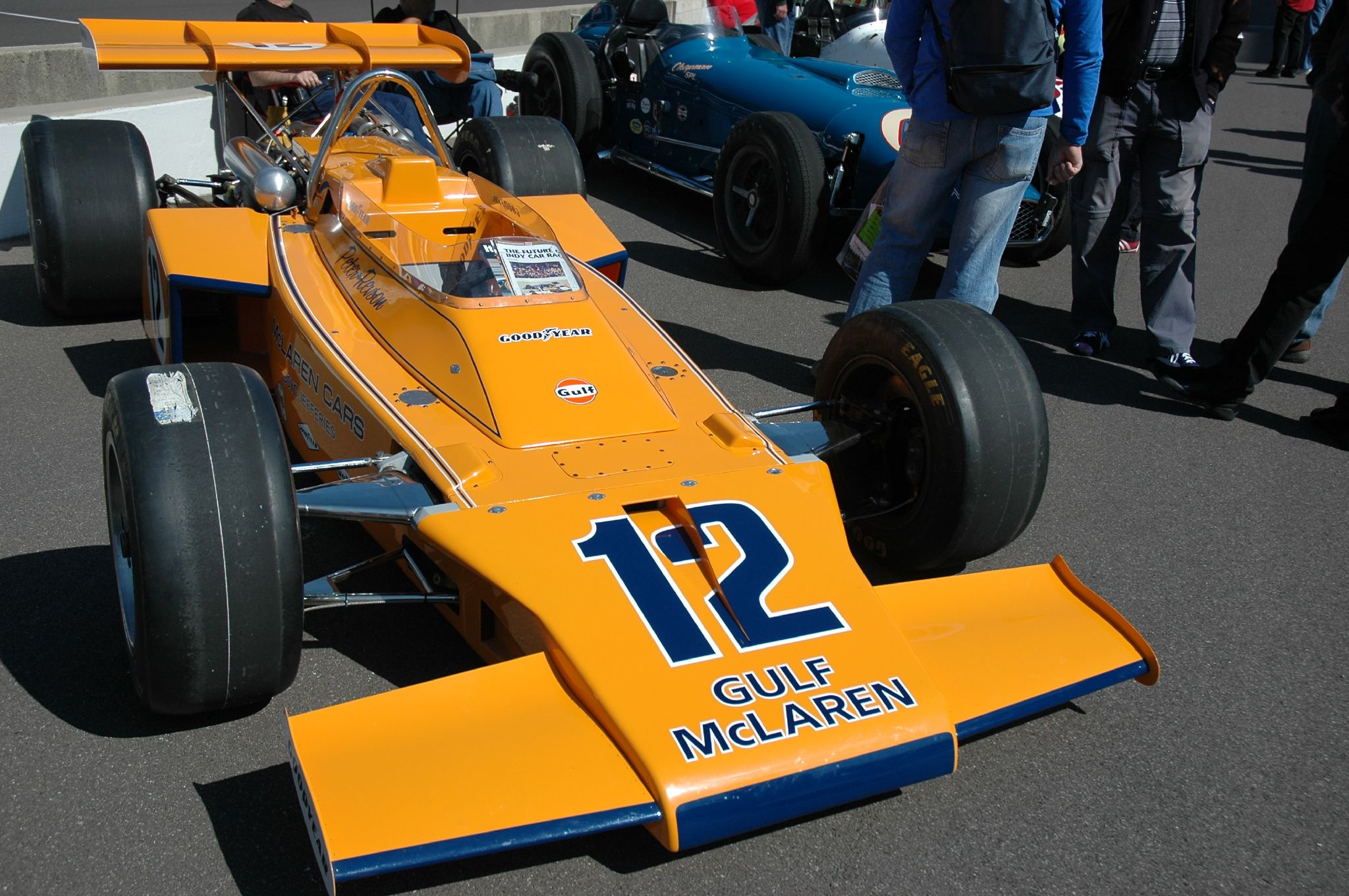
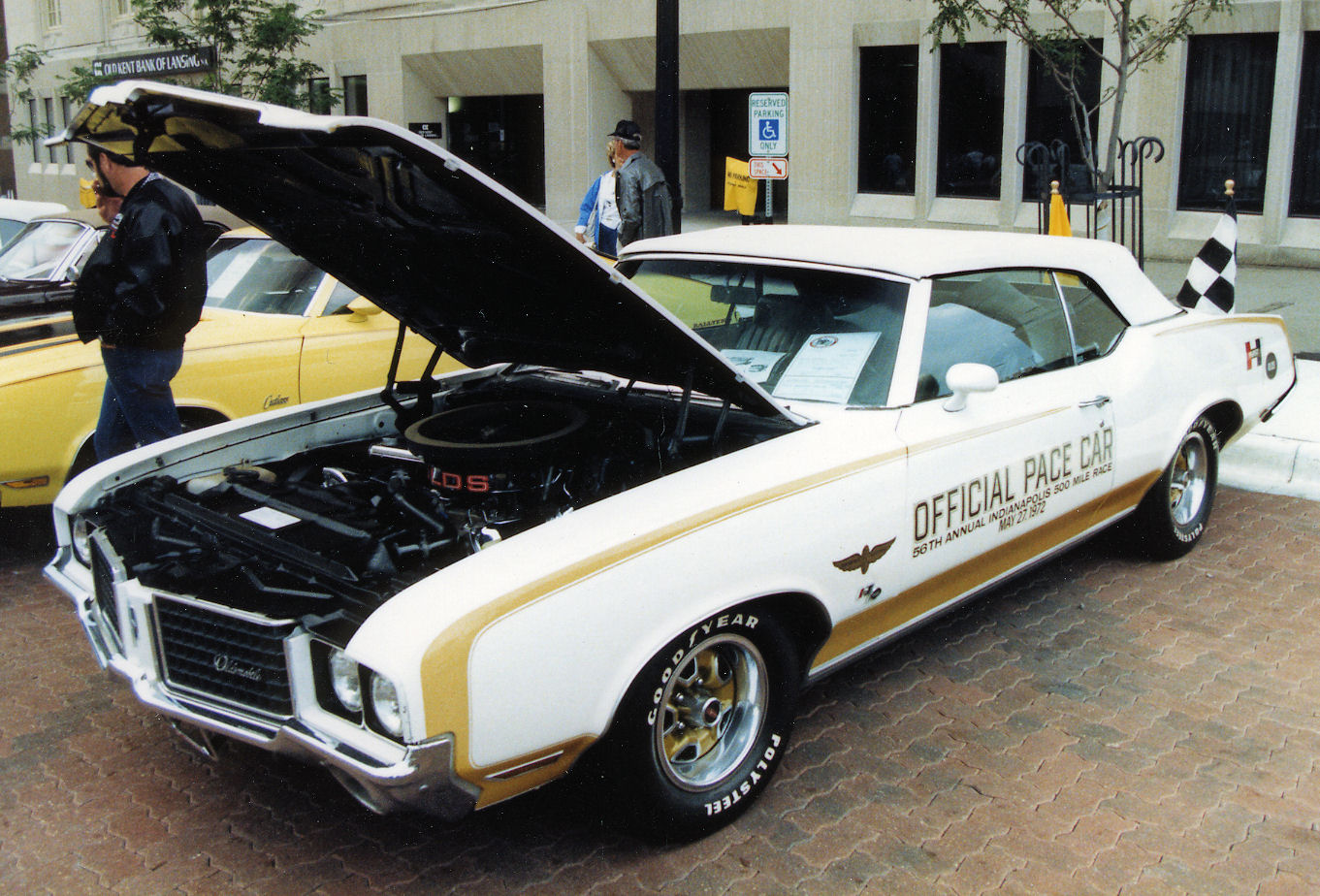